# Киевский фуникулёр
Ки́евский фуникулёр (укр. Київський фунікулер) — линия фуникулёра в столице Украины городе Киеве, которая проходит по крутому склону Владимирской горки и соединяет две части города: Подол с Верхним городом. Это один из первых фуникулёров в бывшей Российской империи, он был открыт в 1905 году после Кремлёвского и Похвалинского элеваторов в Нижнем Новгороде (1896) и Одесского фуникулёра (1902).

## История постройки Михайловского механического подъёма
До начала XX века с Подола в Верхний город добирались по оборудованным деревянным лестницам. При развитии городского транспорта невозможно было обойти проблему быстрого подъёма на Владимирскую Горку. Замыслы такого рода транспорта возникали постоянно — в частности, была идея создания механического подъёма возле Андреевской церкви.
По Андреевскому спуску из-за его значительных узости, кривизны и крутизны трамвай в Киеве в конце XIX века не ходил, и Подол не был связан с Верхним городом.
Власти города решили «устроить отдельный механический подъём в месте, не занятом улицей».
Работы по «устройству электрической канатной железной дороги» («Михайловский механический подъём», или «Михайловский электрический канатный подъём», назван так по рядом стоящему Михайловскому златоверхому монастырю), которая соединила бы Михайловскую гору с Боричевым током, производились с 1903 и окончились весной 1905 года. Дорога обошлась концессионеру Бельгийскому акционерному обществу (Обществу городской железной дороги), владевшему городским трамваем, в 230 тысяч рублей.
Идею подъёмника придумал и «пробил» «инженер в квадрате», по выражению министра путей сообщения Сергея Витте, Артур Абрагамсон. Непосредственными авторами проекта были инженеры Н. К. Пятницкий и Н. И. Барышников. Первоначальный проект предусматривал длину подъёма 250 метров, но из-за невозможности снести один нижний частный дом ограничились строительством двухсот метров «канатки».

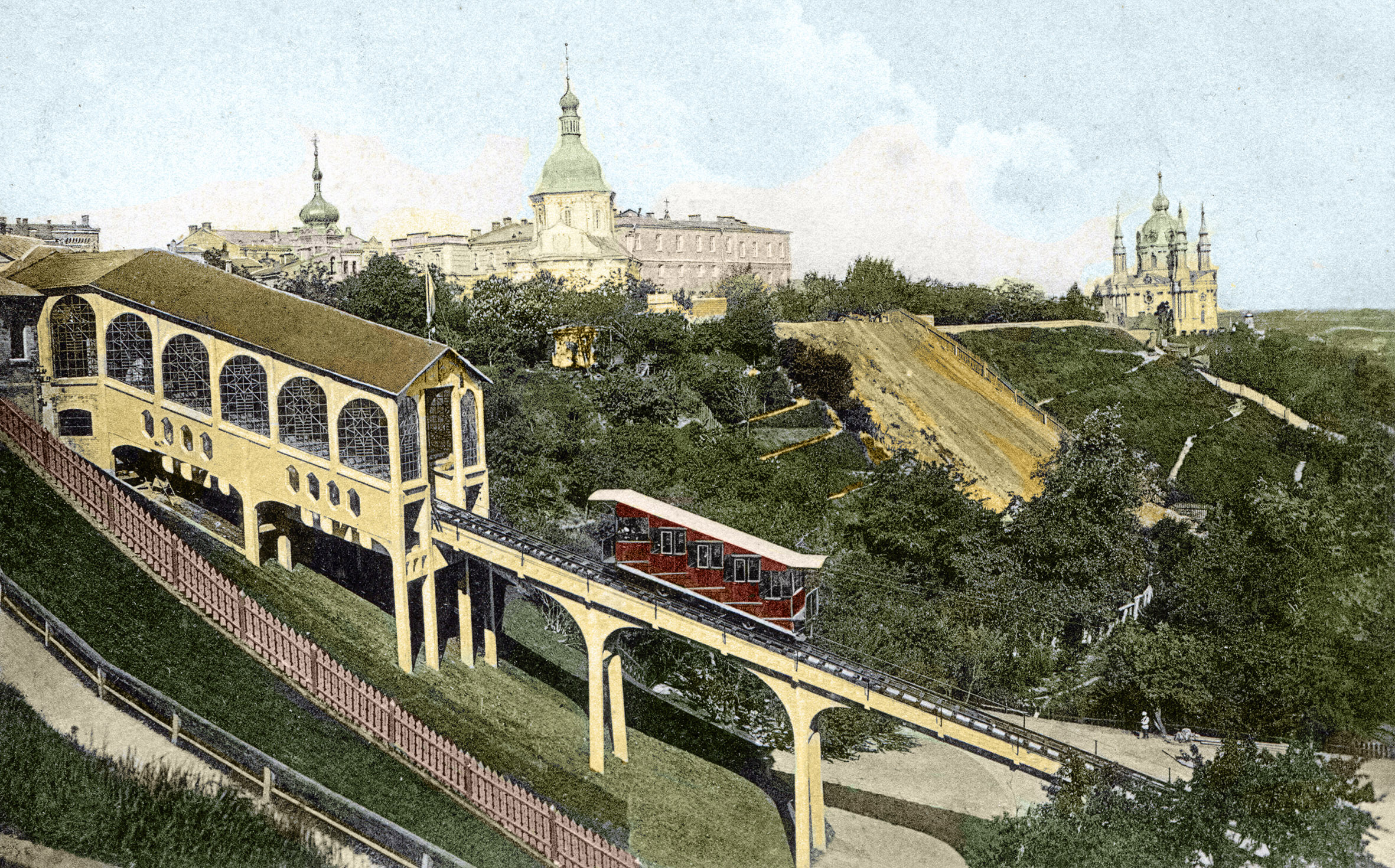
Киевский фуникулёр, 1905

Оборудование фуникулёра и тележки его вагонов были сделаны в Швейцарии, имевшей большой опыт в создании канатных дорог. Два мотора постоянного тока с напряжением 500 Вольт и мощностью каждого 65 лошадиных сил обеспечивали надёжную работу. Один из моторов был запасным. Непосредственно с двигателем был соединён особый ленточный тормоз, приводимый в действие или автоматически, или по воле механика. Этот тормоз не позволял развивать скорость выше эксплуатационной и предотвращал удар вагонов о буфера верхней или нижней станции. Оба вагона имели вместимость по 70 пассажиров и двигались вверх-вниз со скоростью два метра в секунду.
7 (20) мая 1905 года состоялся испытательный, для строителей и механиков, пуск фуникулёра.
Уже на следующий день, 8 (21) мая 1905 года, началась перевозка пассажиров и эксплуатация.

## История фуникулёра

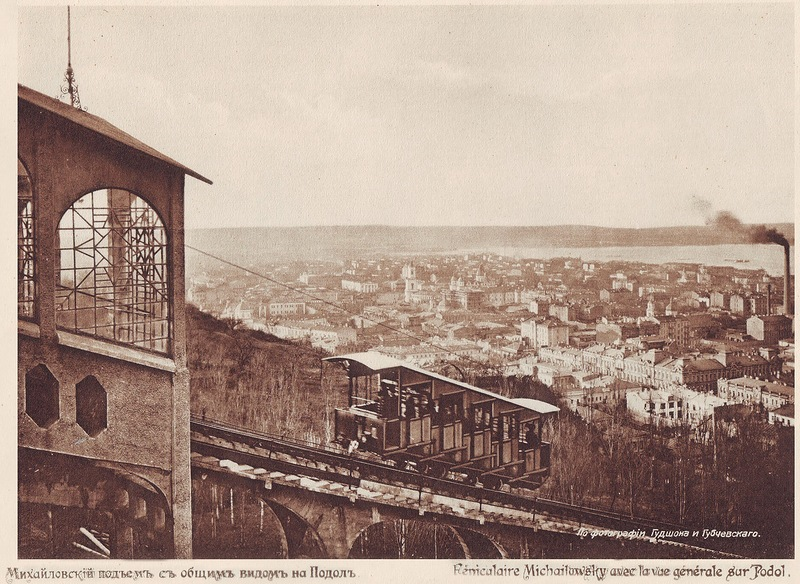
Фотография начала XX века

Первоначально, при постройке, трасса доходила только до улицы Боричев ток, откуда на Контрактовую площадь ходил трамвай частного Бельгийского акционерного общества, монополизировавшего трамвай и конку во многих городах Российской Империи.
По проекту длина трассы была заложена на 40 метров больше, но выполнению задуманного воспротивилась владелица одной из усадеб, расположенных на Боричевом току и оказавшихся на пути фуникулёра. Цена, которую она затребовала в качестве компенсации за снос «имения» и устройство нового, была для города неподъёмной, а государство надежно охраняло законами частную собственность.
Только с установлением советской власти первоначальный замысел был воплощён в жизнь.
Летом 1928 года случилась авария. Во время ремонта при смене каната верхний вагон сорвался вниз и столкнулся с нижним. Люди при этом не пострадали, а вагоны разрушились полностью. Их пришлось восстанавливать с нуля.
Не меняя заложенного ещё в начале века принципа механики, рабочие завода имени Домбаля сделали новые вагоны более комфортабельными и красивыми. Сборка вагонов производилась на месте.
Во время ремонта в 1929 году линию фуникулёра продлили в соответствии с оригинальным проектом на сорок метров — до Почтовой площади и улицы Революции. Продлевая фуникулёр, в одном из домов на площади устроили новый подъезд, так как прежний оборудовали как коридор для выхода пассажиров.

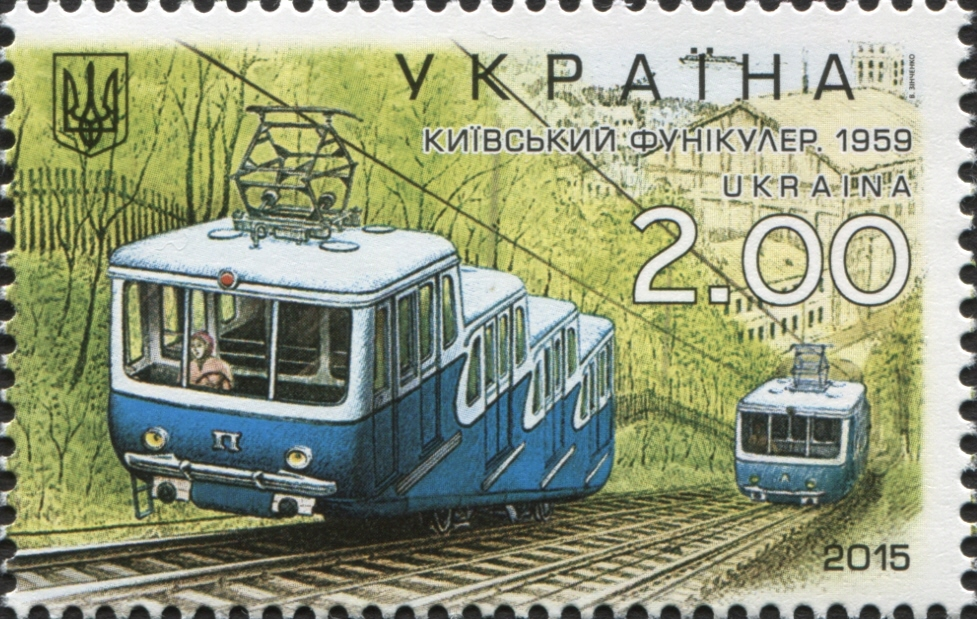
Марка Украины, посвящённая Киевскому фуникулёру. 2015 г.

Идея строительства новых линий фуникулёра также витала в воздухе. По планам второй пятилетки подъёмники должны были появиться на Вознесенском спуске, на Андреевской горе и у моста Евгении Бош.
В середине 1980-х годов прошла очередная реконструкция фуникулера (архитектор Янош Виг и др.).
В начале осени 2008 года «Киевпастранс» объявил тендер на реконструкцию фуникулера. Планировалось строительство новой несущей эстакады (замена бетонного основания на ажурное стальное), замену освещения и ограждения, ремонт верхней и нижней станций. Для замены подвижного состава планировалась провести отдельный тендер.
Но экономический кризис помешал реконструкции, и власти города ограничились ежегодным ремонтом.
Очередная попытка провести реконструкцию фуникулёра, в ходе которой должны были заменить железобетонную эстакаду, увеличить заграждения вдоль путей, была запланирована на 2011 год. Также в планах киевских властей значилась замена подвижного состава современными вагонами с лучшим обзором.

## Станции

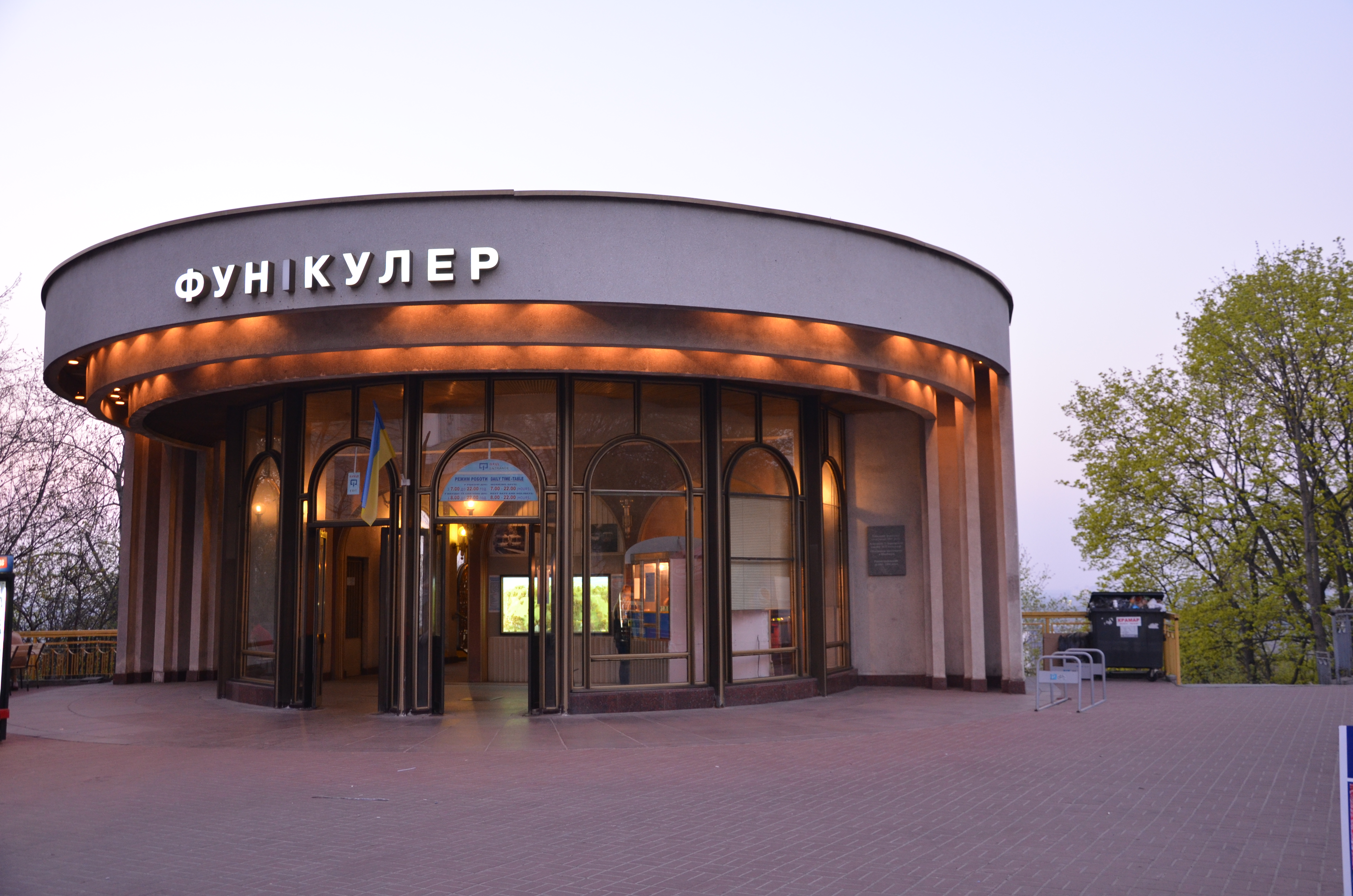
Верхняя станция

Верхняя станция Киевского фуникулёра имеет выход на верхнюю террасу Владимирской горки.

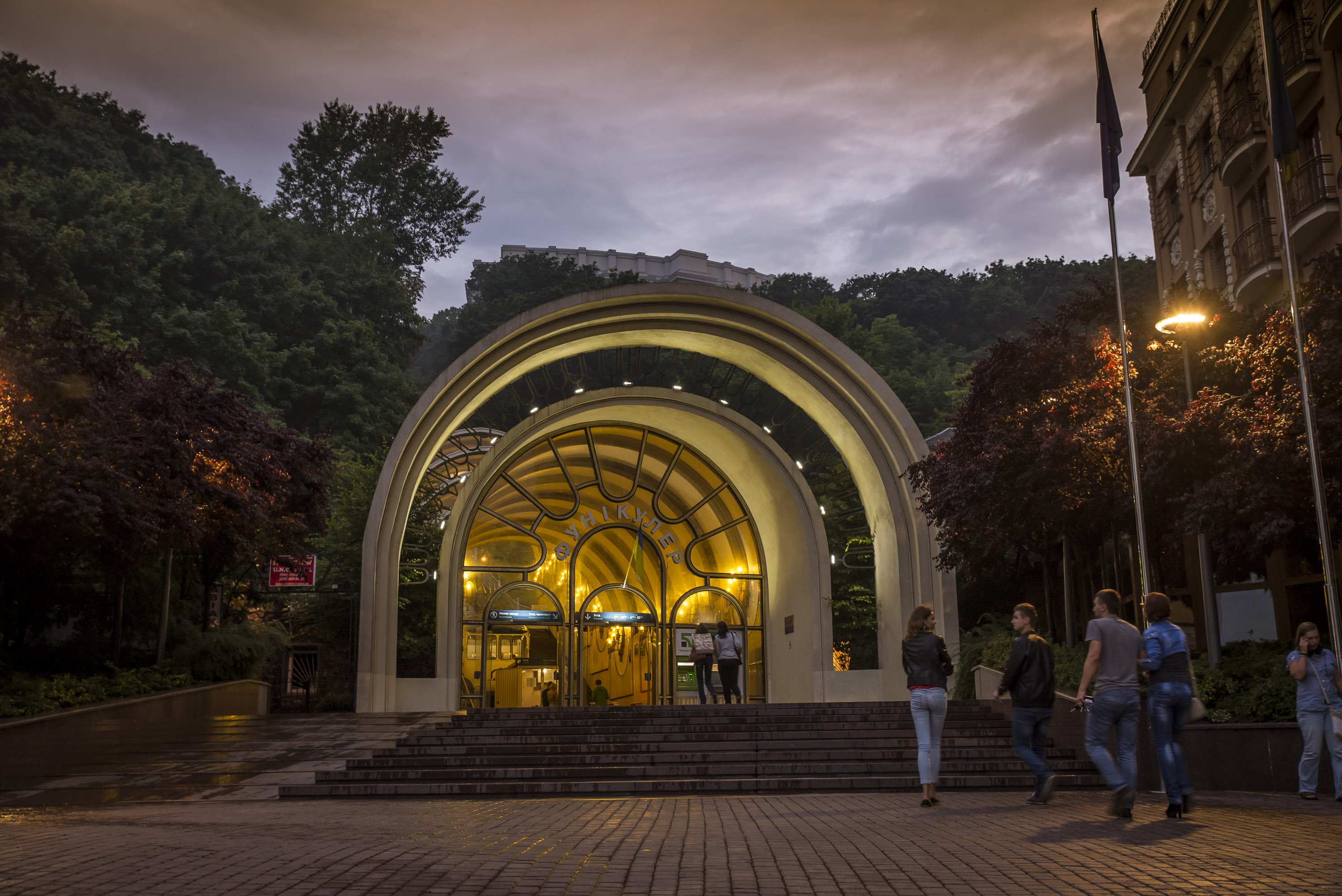
Нижняя станция вечером

Нижняя станция фуникулёра на нынешнем месте была открыта в 1929 году при его продлении. Рядом находится станция метро «Почтовая площадь» и Речной вокзал.

## Характеристики
Основные характеристики фуникулёра приведены на табличке под мемориальной доской, установленной на верхней станции:
- Разница высот между станциями: 75 м.
- Длина трасс: 222 м.
- Уклон: 18—20°
- Ширина колеи: 1200 мм.
- Рельсы: Специальные РГ-41.
- Вместимость вагона: 100 чел.
- Сидячих мест: 30.
- Тормоза:
  - колодочные пневматические на ведущем шкиву тяговой машины.
  - клиновые автоматические на каждом из вагонов.
- Мощность тягового двигателя: 100 кВт (тяговый двигатель троллейбуса).
- Напряжение: 440 В постоянного тока.
- Система управления: автоматическая, с переходом на ручной режим при въезде на станцию.
- Скорость: 2 м/с.
- Время движения: 2,5 минуты.
- Интервал движения: от 4 мин.
- Провозная способность: до 3000 чел./час.
- Вагоны и диспетчерская оборудованы радиосвязью.
- Время работы: с 7:00 до 22:00 (с продлением в некоторые праздники).
- Стоимость проезда: 8,00 грн. (с 15.07.2018 г.)

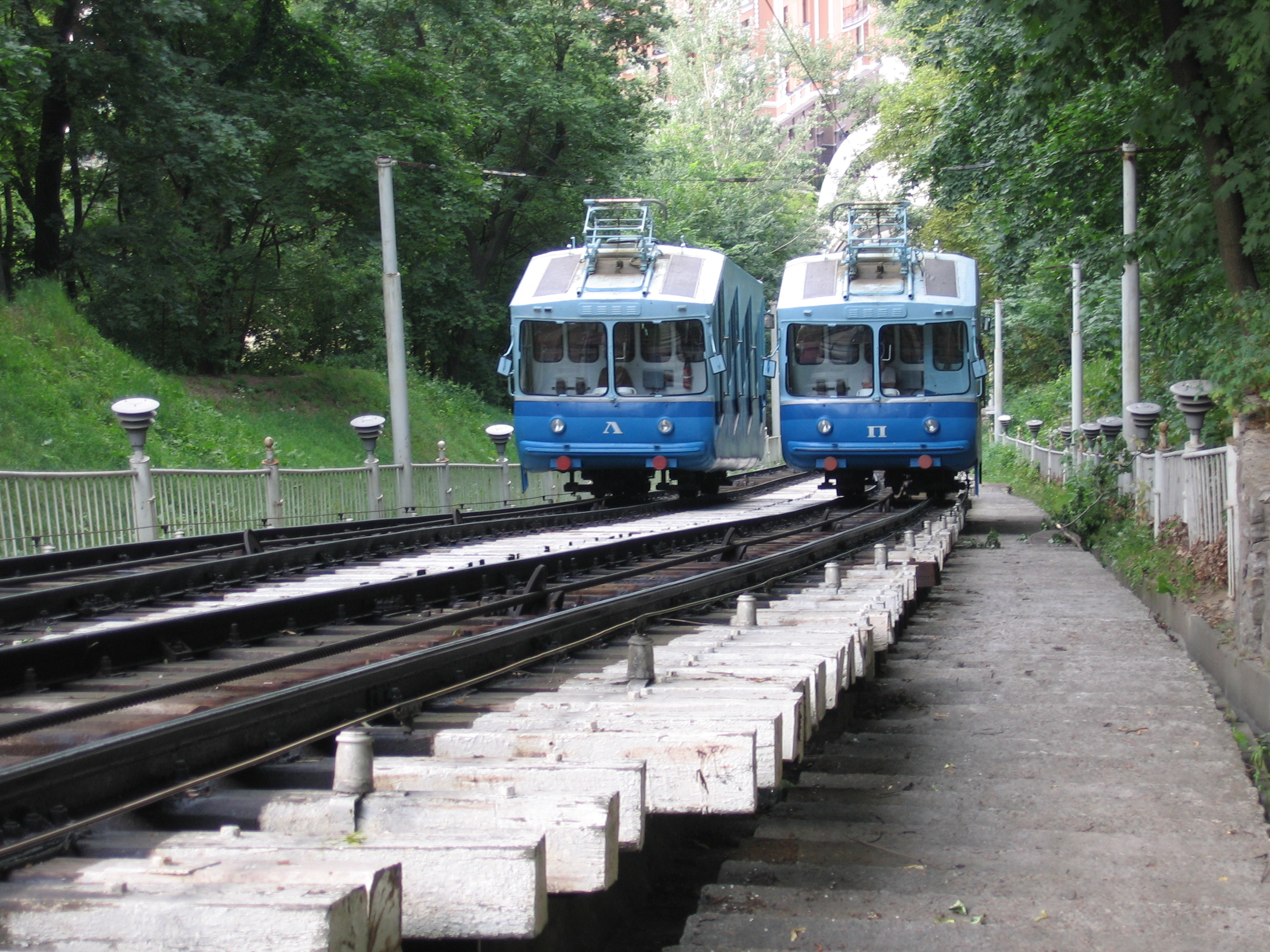
Вагончики киевского фуникулёра
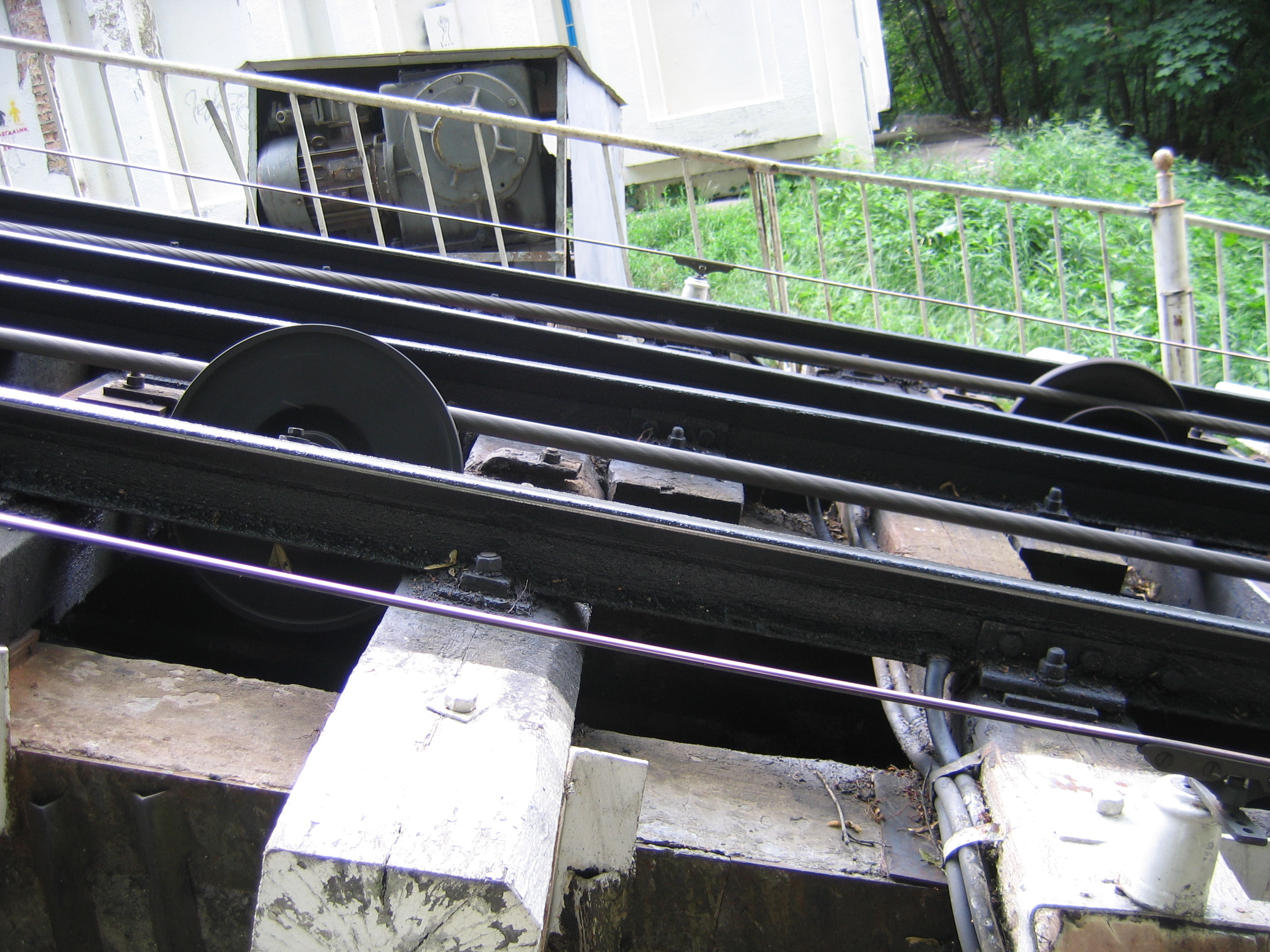
Элементы привода
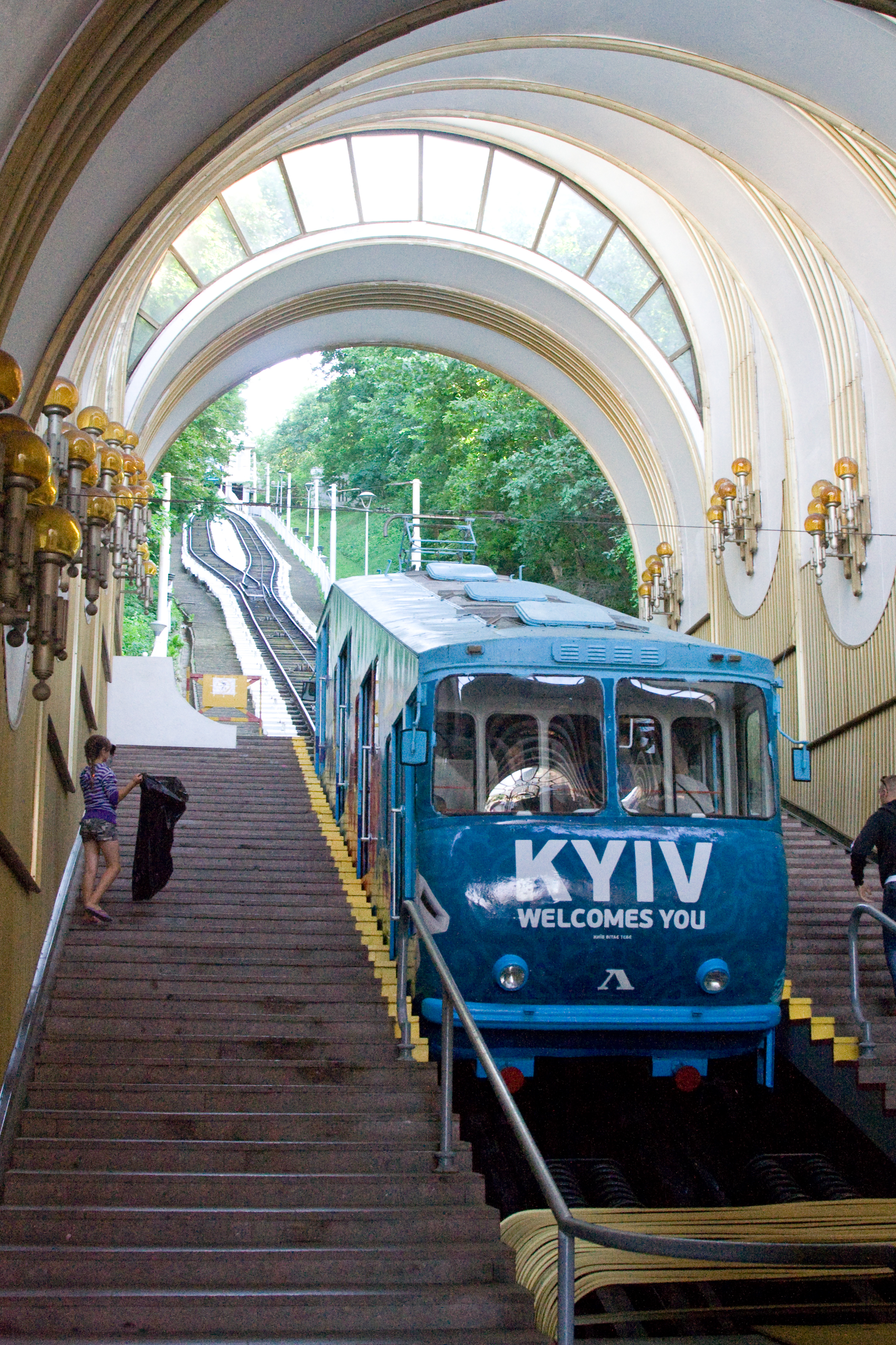
Нижняя станция (интерьер)
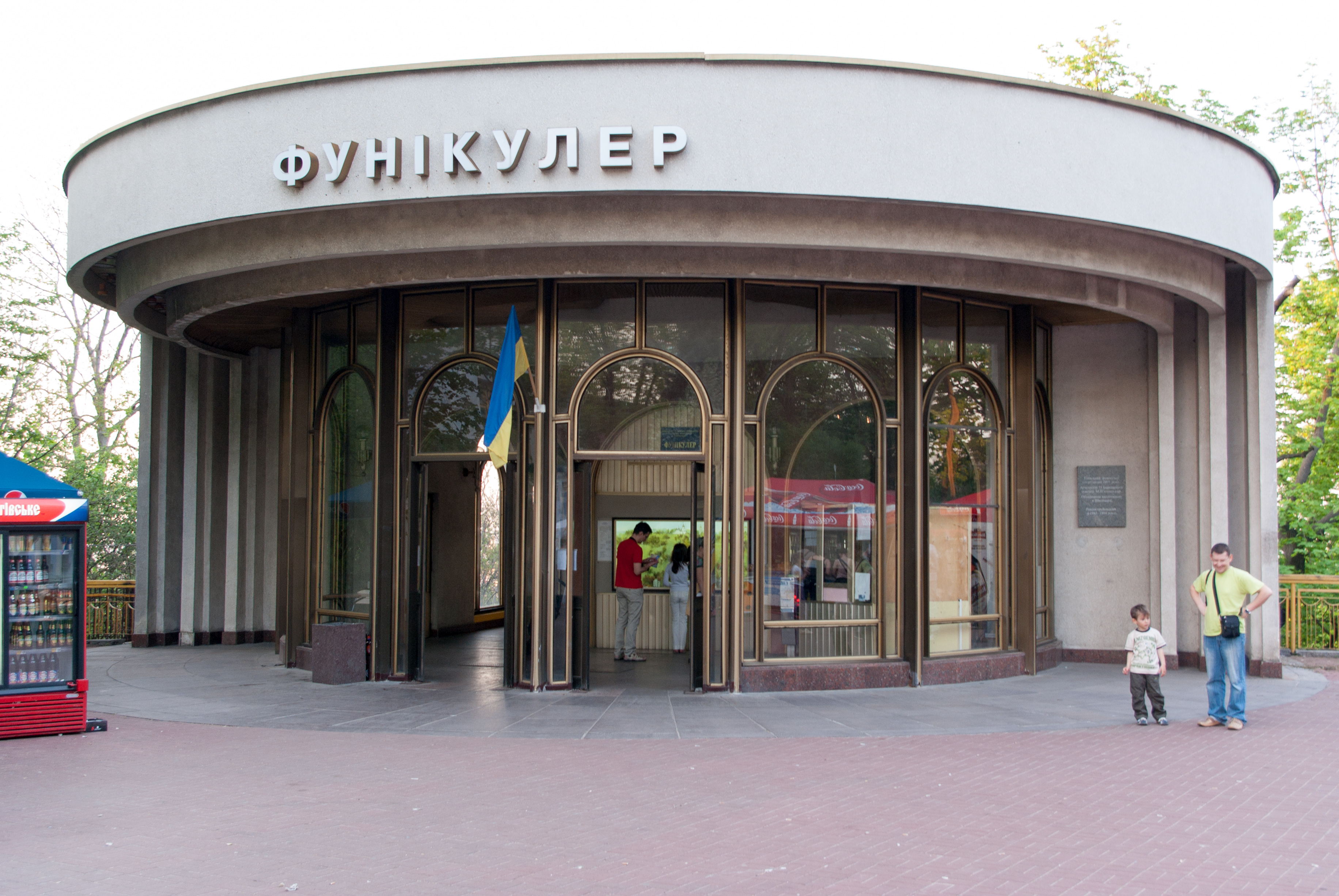
Верхняя станция
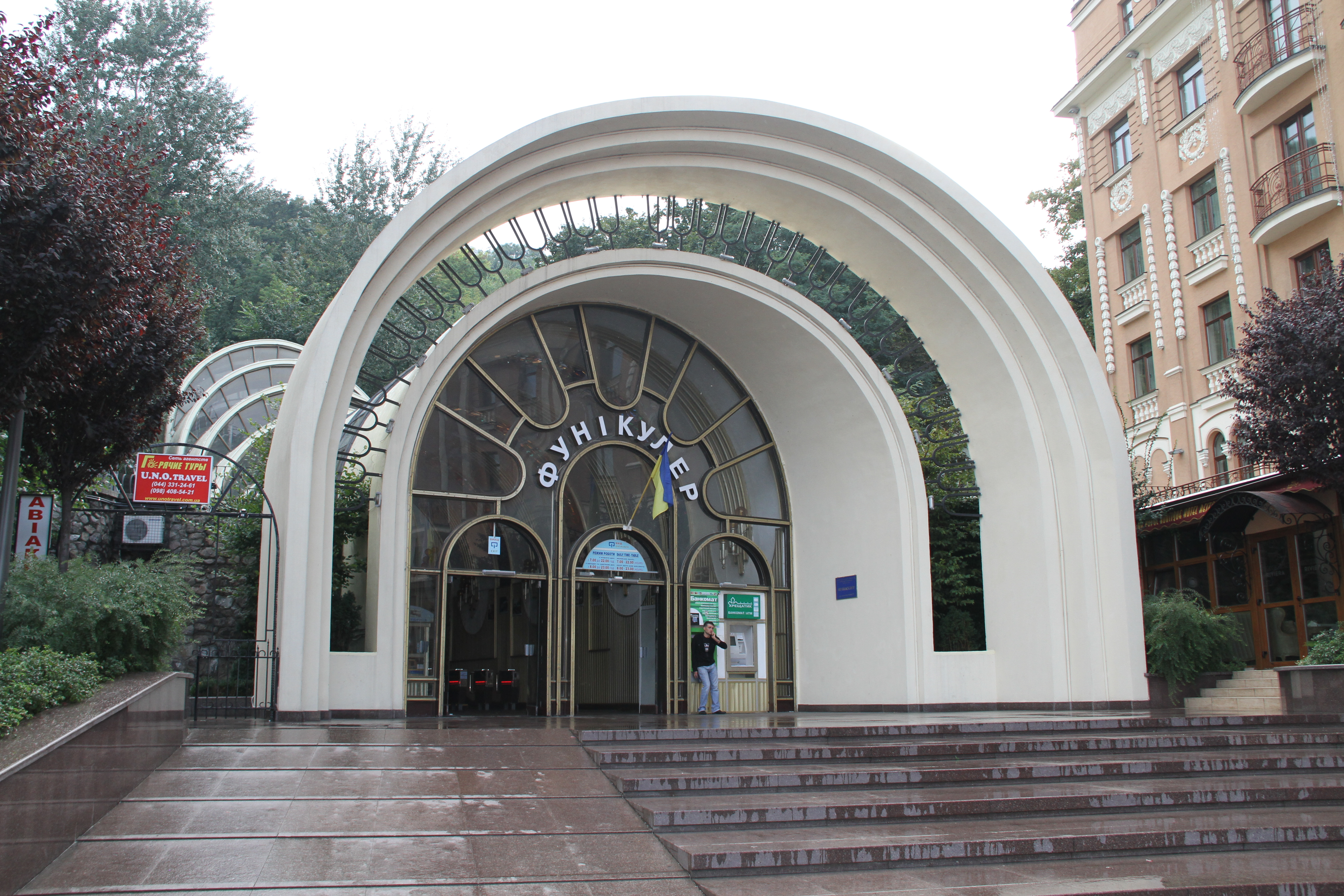
Нижняя станция (фасад)
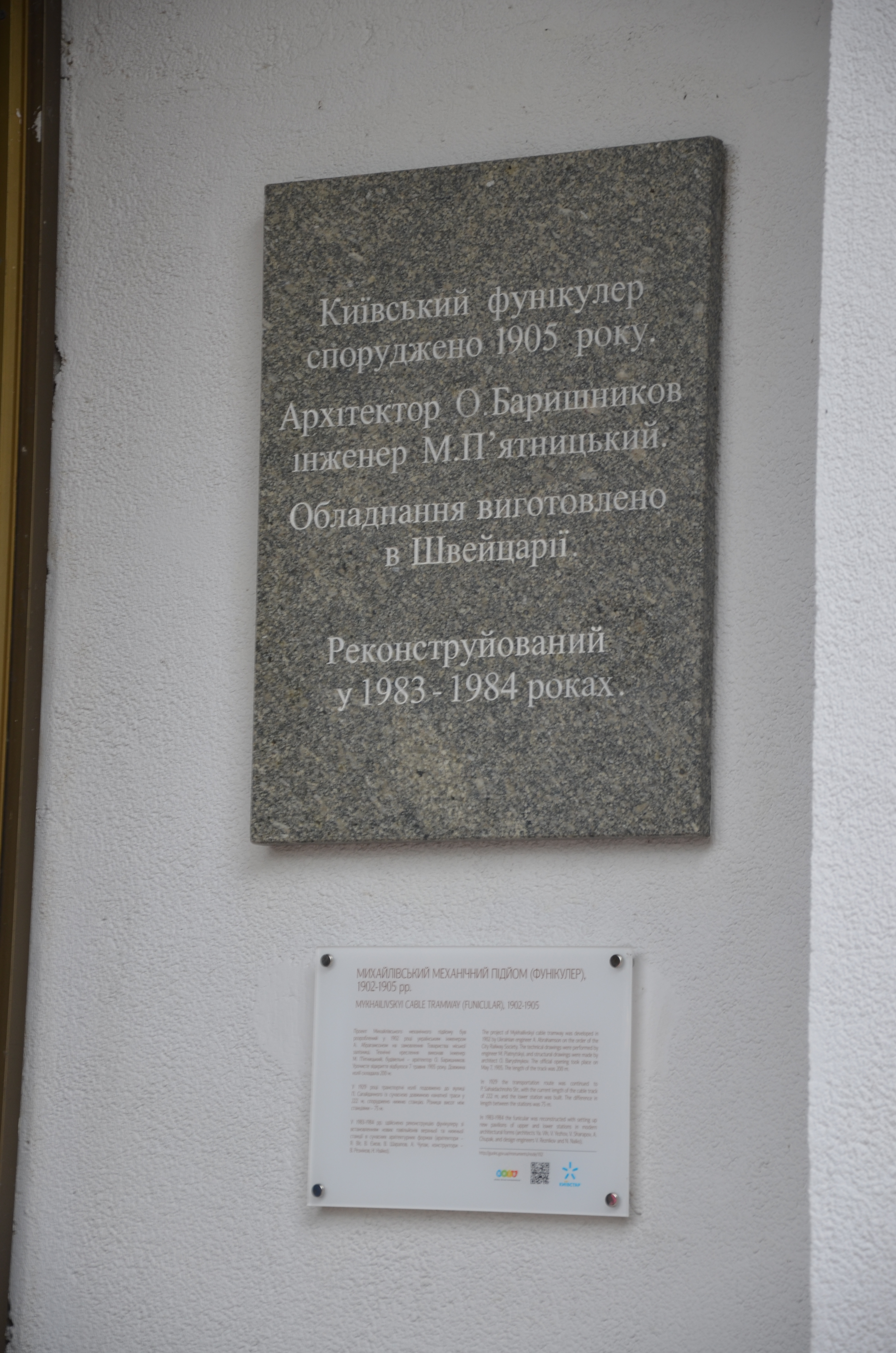
Мемориальная доска на верхней станции

## Конструкция
На разъезде крайние рельсы сплошные, внутренние — разрезные. У одного вагона левые колёса с двумя ребордами, а правые цилиндрические; этот вагон всегда ездит по левой стороне разъезда. У второго реборды на правых колёсах — он ездит по правой стороне. Левый от диспетчера (то есть относительно верхней станции) вагон подписан буквой «Л», правый — «П».
Тросы проложены на уровне рельсов; для того, чтобы они шли по криволинейному маршруту, применяется система блоков, установленных между рельсами.

## Кино
"Тройка" - советский фильм 1985 года студии им. Довженко. Фигурирует в сюжете несколько раз.